# Плацеровці
Плацеровці (словен. Placerovci) — поселення в общині Горишниця, Подравський регіон‎, Словенія.